# بتهانیا دلا کروز
بتهانیا دلا کروز (انگلیسی: Bethania de la Cruz؛ زادهٔ ۱۳ مهٔ ۱۹۸۷) یک بازیکن والیبال اهل جمهوری دومینیکن عضو تیمملی والیبال زنان دومینیکن است.